# Fonologia del romanès
A la fonologia de l'idioma romanès, l'inventari de fonemes consta de set vocals, dues o quatre semivocals (hi ha diferents punts de vista) i vint consonants.
A més, igual que amb d'altres idiomes, altres fonemes poden aparèixer ocasionalment en interjeccions o préstecs recents.
Les característiques notables del romanès inclouen dos diftongs inusuals /e̯a/ i /o̯a/ i la vocal central /ɨ/.

## Vocals

Taula de vocals del romanès de Sarlin (2014) (2014, p. Sarlin (2014)). Les vocals no natives /i, ø, ɵ/ no apareixen.

Hi ha set monoptongues (vocals) en romanès:
|         | Anterior | Central | Posterior |
| ------- | -------- | ------- | --------- |
| Tancada | i        | ɨ       | o         |
| Mitjana | e        | ə       | o         |
| Oberta  |          | a       |           |

La següent taula proporciona una sèrie d'exemples per a cada vocal.
| Vocal | Descripció                     | Exemples                                                                                |
| ----- | ------------------------------ | --------------------------------------------------------------------------------------- |
| /a/   | Oberta central no arrodonida   | apă /ˈapə/ ('aigua') balaur /baˈla.ur/ ('drac') cânta /kɨnˈta/ ('cantar')               |
| /e/   | Mitjana anterior no arrodonida | erou /eˈrow/ ('heroi') necaz /neˈkaz/ ('problema') umple /ˈumple/ ('omplir')            |
| /i/   | Tancada anterior no arrodonida | insulă /ˈinsulə/ ('illa') salcie /ˈsalt͡ʃi.i/ ('sauce') topi /toˈpi/ ('fondre')          |
| /o/   | Mitjana posterior arrodonida   | oraș /oˈraʃ/ ('ciutat') copil /koˈpil/ ('nen') acolo /aˈkolo/ ('allí')                  |
| /u/   | Tancada posterior arrodonida   | uda /uˈda/ ('mullar') aduc /aˈduk/ ('jo porto') simplu /ˈsimplu/ ('simple')             |
| /ə/   | Mitja central no arrodonida    | ăsta /ˈəsta/ ('aquest') păros /pəˈros/ ('pelut') albă /ˈalbə/ ('blanca')                |
| /ɨ/   | Tancada central no arrodonida  | înspre /ˈɨnspre/ ('cap a') cârnat /kɨrˈnat/ ('salsitxa') coborî /koboˈrɨ/ ('descendir') |

Tot i que la majoria d'aquestes vocals són relativament senzilles i similars o idèntiques a les de molts altres idiomes, la vocal tancada central no arrodonida /ɨ/ és un fonema poc comú i és especialment molt poc comú entre les llengües indoeuropees.
La /ə/ és fonèticament mitjana oberta i de certa manera, una [ɜ̠] central retreta, en lloc de ser mitjana central.

### Vocals menys freqüents

#### ö
A més de les set vocals bàsiques, en una sèr/e/e de paraules d'origen estranger (predomidamente d'origen francès, però també d'origen alemany), la vocal mitjana anterior arrodonida, /ø/ (la /i/ romanesa arrodonida; exemple de paraula: bleu /blø/ "celeste") i la vocal mitjana central arrodonida, /ɵ/ (la /ə/ romanesa arrodonida; exemple de paraula: chemin de fer /ʃɵˌmen dɵ ˈfer/ "Chemin de Fer") s'han conservat sense haver estat reemplaçades per algun dels fonemes existents.
Les paraules prestades s'han convertit en part del vocabulari romanès i segueixen les regles de flexió habituals de l'idioma, per la qual cosa les noves vocals, malgrat ser menys comunes, podrien considerar-se com a part del conjunt de fonemes romanesos. Els diccionaris romanesos utilitzen la ⟨ö⟩ en les seves descripcions fonètiques per representar ambdues vocals, la qual cosa suggereix la possibilitat que els parlants de romanès en realitat les pronunciïn de manera idèntica.
A causa que no són fonemes natius, la seva pronunciació pot fluctuar o fins i tot podrien ser reemplaçats pel diftong /e̯o/. En els préstecs francesos més antics sovint han estat substituïts per una /i/, una /o/ o pel diftong /e̯o/, com en șofer /ʃoˈfer/ ("chofer", del francès chauffeur), masor /maˈsor/ ("massatgista", de masseur) i sufleor /suˈfle̯or/ ("apuntador", de souffleur).

#### ü
De manera similar, els préstecs d'idiomes com el francès i l'alemany de vegades contenen la vocal tancada anterior arrodonida /i/: ecru /eˈkry/, tul /tyl/, führer /ˈfyrer/, /ˈfyrər/. El símbol utilitzat en les notacions fonètiques dels diccionaris romanesos per a aquest fonema és ⟨ü⟩. Els parlants educats usualment la pronuncien com /i/, però altres realitzacions tals com /ju/./ també són habituals. Les paraules més antigues que originalment tenien aquest s/u/ ho han vist reemplaçat amb /ju/./, /o/ o /i/. Per exemple, kül del turc es va convertir en ghiul /ɡjul/ ("anell gran"), tütün del turc es va convertir en tutun /tuˈtun/ ("tabac") i tiutiun [tjuˈtjun] en el subdialecte moldavo, Düse de l'alemany va passar a ser duză /ˈduzə/ ("filtre") i bureau del francès es va convertir en birou /biˈrow/ ("escriptori", "oficina").

## Consonants
El romanès #estàndard té vint consonants fonémicas, com es mostra en la taula a continuació. Els símbols de les consonants apareixen en parelles, on els de l'esquerra representen una consonant sorda i els de la dreta representen una consonant sonora.
|                  | Bilabial | Bilabial | Labiodental | Labiodental | Dental¹ | Dental¹ | Postalveolar | Postalveolar | Vetllar | Vetllar | Glotal | Glotal |
| ---------------- | -------- | -------- | ----------- | ----------- | ------- | ------- | ------------ | ------------ | ------- | ------- | ------ | ------ |
| Nasal            |          | m        |             |             |         | n       |              |              |         |         |        |        |
| Oclusiva         |          | b        |             |             | t       | d       |              |              | k       | ɡ       |        |        |
| Africada         |          |          |             |             |         |         | t͡ʃ           | d͡ʒ           |         |         |        |        |
| Fricativa        |          |          | f           |             |         | z       | ʃ            | ʒ            |         |         | h      |        |
| Vibrant múltiple |          |          |             |             |         | r       |              |              |         |         |        |        |
| Aproximante      |          |          |             |             |         |         |              |              |         |         |        |        |

¹ Totes /l/es consonants marcades com a "dentals" en aquesta taula (excloent la /l/) són apicodentales. /l/a /l/ és apicoalveolar.
A més de les consonants en aquesta taula, algunes consonants poden tenir al·lòfons:
- Les consonants palatalitzades apareixen quan precedeixen a una /i/ subjacent al final de les paraules, la qual, llavors, deixa de pronunciar-se.[3][5]
- La /n/ es converteix en la [ŋ] vetllar abans d'una /k/, una /ɡ/ o una /h/;
- La /h/ es converteix en la [x] vetllar quan es troba al final de les paraules (duh "esperit") i quan es troba abans d'alguna consonant (hrean "rave picante"); es converteix en una [ç] palatal quan està abans d'una [i] o una [j]; la [ç] palatal també apareix com a realització de la síl·laba /hi/ subjacent quan es troba al final de les paraules (cehi "txec" es pronuncia [t͡ʃeç], encara que generalment es transcriu com [t͡ʃeç]).

L'inventari de consonants del romanès és gairebé idèntic al de l'italià. No ob/s/tant això, el romanès no posseeix les consonants palatals /ɲ ʎ/, les quals es funsionaron amb la /j/ a causa de la lenició, i la /d͡z/, /t͡s/ africada va canviar a la /z/, /s/ a causa de l'espirantizació. El romanès té la fricativa /ʒ/ i la fricativa glotal /h/, les quals no es troben a l'italià.